# 5418 Джойс
5418 Джойс (5418 Joyce) — астероїд головного поясу, відкритий 29 серпня 1981 року.
Тіссеранів параметр щодо Юпітера — 3,122.